# 非洲发展新伙伴关系
非洲发展新伙伴关系（英語：New Partnership for Africa's Development，縮寫 NEPAD），是非洲联盟倡导下的经济发展计划。非洲发展新伙伴关系于2001年7月在赞比亚卢萨卡举行的非洲国家元首和政府首脑第三十七届大会上获得通过。非洲发展新伙伴关系是一个为加快非洲国家之间的经济合作与一体化总体构想和政策的框架计划。

## 起源
非洲发展新伙伴关系是非洲经济复兴的两个计划的合并：一个是由南非前总统塔博·姆贝基，尼日利亚前总统奥卢塞贡·奥巴桑乔和阿尔及利亚总统阿卜杜拉齐兹·布特弗利卡共同倡议非洲复兴计划中的千年伙伴关系，；另外一个是塞内加尔总统阿卜杜拉耶·瓦德（Abdoulaye Wade）制定的欧米茄非洲计划。在2001年3月，利比亚苏尔特举行的首脑会议上，非洲统一组织（非统组织）同意将千年伙伴关系（MAP）和欧米茄非洲计划（OMEGA）合并。
联合国非洲经济委员会（UNECA）基于这些计划和此前2000年9月联合国千年首脑会议通过的关于非洲的决议，制定了“非洲复兴协定”，并向非洲部长会议提交了合并文件。
2001年7月，非统组织国家元首和政府首脑会议在赞比亚卢萨卡举行，以新非洲倡议（NAI）的名义通过了该文件。八国集团国家领导人于2001年7月20日批准了该计划。其他国际发展伙伴，包括欧盟、中国和日本也发表了公开声明，表示他们对该计划的支持。该项目的最高领导机构国家元首特设委员会（HSGIC）最终确定了政策框架，并于2001年10月23日将其命名为“非洲发展新伙伴关系”。非洲发展新伙伴关系现已成为非洲联盟（非盟）的一个计划，非洲联盟已取代了非洲统一组织。 2002年，它的秘书处设在南非，以协调和执行其方案。

## 功能
非洲发展新伙伴关系的四个主要目标为：消除贫困、促进可持续增长与发展、推动非洲融入世界经济，以及尽快赋予妇女权力。该伙伴关系基于致力于良政，民主，人权和解决冲突的基本原则，并确认维持这些标准是创造有利于投资和长期经济增长环境的基础。非洲发展新伙伴关系旨在吸引更多的投资，资本流动和资金，提供非洲拥有的发展框架，作为区域和国际各级伙伴关系的基础。
2002年7月，德班非盟首脑会议以《民主，政治，经济与合作的政府宣言》作为对非洲发展新伙伴关系的补充。根据《宣言》，参加非洲发展新伙伴关系的国家“相信公正，诚实，透明，负责和参与性的政府和正直的公共生活领域”。因此，他们“承诺以新的决心执行工作”，其中包括法治；法律面前所有公民的平等；个人和集体自由；参加自由，可信和民主的政治进程的权利；坚持三权分立，包括保护司法独立和议会效力。
《民主，政治，经济与合作的政府宣言》还承诺与会国家建立非洲国家同侪审查机制（ARP），以促进遵守和兑现其承诺。德班首脑会议通过了一份文件，规定了同侪评审的阶段以及运作原则； 2003年3月在阿布贾举行的一次会议上通过了进一步的核心文件，其中包括一份由希望进行同行审查的政府签署的谅解备忘录。

## 当前状态
自从建立以来，由于非洲发展新伙伴关系在非洲联盟计划中的地位一直存在某种紧张关系，因为它的起源不在非洲联盟框架之内，而且南非继续发挥主导作用，这体现在秘书处设在南非米德兰德（Midrand）。
连续举行的非盟首脑会议和国家元首特设委员会会议建议将新伙伴关系进一步纳入非盟的结构和程序。 2007年3月，在阿尔及利亚举行了一次关于“非洲发展新伙伴关系”的“头脑风暴会议”，届时，一个国家元首特设委员会讨论了非洲发展新伙伴关系的未来及其与非盟的关系。委员会再次建议将非洲发展新伙伴关系与非盟更全面地整合。2008年4月，由五位国家元首组成的审查峰会在南非举行，首脑会议是负责审议实施新伙伴关系的进展并向将于2008年7月在埃及举行的下一届非盟峰会汇报。

## 结构
国家元首特设委员会（HSGIC）
非洲发展新伙伴关系秘书处向其汇报的国家元首特设委员会（HSGIC）包括非洲联盟每个地区的三个国家，前总统奥巴桑乔（尼日利亚）当选为主席，布特弗利卡（阿尔及利亚）和韦德总统（塞内加尔）为副主席。 国家元首特设委员会每年召开几次会议，并向非盟国家元首和政府首脑会议报告。
还有一个由20个非盟成员国组成的指导委员会，负责监督政策、计划和项目的制定，该委员会向国家元首特设委员会报告。
非洲发展新伙伴关系秘书处（现为非洲发展新伙伴关系规划和协调机构）设在南非米德兰。第一任首席执行官是南非的Wiseman Nkuhlu（2001-2005年），第二任首席执行官是莫桑比克的Firmino Mucavele（2005-2008年）。 2009年4月1日，易卜拉欣·哈桑·玛纳基（Ibrahim Hassane Mayaki）出任第三任首席执行官。
非洲发展新伙伴关系秘书处本身不负责执行发展计划，但与非洲区域经济共同体（非洲联盟的组成部分）合作。新伙伴关系秘书处的作用是协调和调动资源之一。非洲许多个别国家也建立了国家新伙伴关系机构，负责与有关经济改革和发展计划的大陆倡议保持联络。

## 发展项目
非洲发展新伙伴关系的八个优先领域是：政治、经济和公司治理、农业、基础设施、教育、健康、科学和技术、市场准入和旅游，以及环境。
在非洲发展新伙伴关系成立的最初几年，其主要任务是推广非洲发展新伙伴关系的主要原则，以及为每个部门优先事项制定行动计划。非洲发展新伙伴关系还努力与包括世界银行、八国集团、欧洲委员会、欧洲经委会等在内的国际发展金融机构以及私营部门发展伙伴关系。
在此初始阶段之后，制定了更具体的项目，包括：
- 基于对农业在发展中的关键作用的信念，非洲综合农业发展计划（CAADP）旨在协助非洲发起“绿色革命”。
- 非洲基础设施发展计划（PIDA）包括交通，能源，水和信息通信技术四个部门的众多跨界基础设施项目，旨在促进非洲内部贸易和非洲大陆的互联互通。
- 新伙伴关系的科学和技术方案，其中包括对水科学和能源等领域的研究。
- HSGIC于2003年通过的“电子学校计划”是一项倡议，与数家大型IT公司合作，在10年内为非洲所有600,000所中小学配备了IT设备和互联网。
- 南非公共投资公司启动了泛非基础设施发展基金（PAIDF），以资助高度优先的跨境基础设施项目。
- 与非洲能力建设基金会，南部非洲信托基金，非洲经委会，非洲开发银行和其他发展伙伴合作，为大陆机构进行能力建设。非洲发展新伙伴关系的优先事项之一是加强区域经济共同体的能力和联系。
- 非洲发展新伙伴关系参与了廷巴克图手稿项目，尽管目前尚不十分清楚。

## 伙伴
- 联合国非洲经济委员会（UNECA）
- 非洲开发银行
- 南部非洲开发银行（DBSA）
- 投资气候基金（ICF）
- 非洲能力建设基金会
- 联合国副秘书长兼非洲特别顾问办公室
- IDC（工业发展公司）-NEPAD的赞助商[8]

## 最新进展
目前的最新的进展是在妇女发展，农业发展，基础设施方面有一定的进步。妇女方面，在小微金融，信息技术培训，女性营养方面有38个国家1百多万妇女直接受益；在农业发展方面，成员国每年农业投入不低于7%， 在基础设施方面，新建道路16,066公里，新建输电线路3,506公里。

## 争议
非洲发展新伙伴关系最初受到非洲许多民间社会的质疑，因为它们参照了经济发展的失败的“华盛顿共识”模式。 2002年7月，大约40个非洲社会运动，工会，青年和妇女组织，非政府组织，宗教组织和其他组织的成员赞同关于《非洲发展新伙伴关系的非洲民间社会宣言》；非洲学者和激进知识分子在2002年《关于非洲发展挑战的阿克拉宣言》中也采取了类似的敌对态度。
这种拒绝的部分问题在于，采用新伙伴关系的过程没有足够的参与性，公民社会几乎完全被排除在采用该过程的讨论之外。
最近，新伙伴关系也受到一些最初支持者的批评，其中包括塞内加尔总统阿卜杜拉耶·瓦德（Abdoulaye Wade），后者指责新伙伴关系浪费数亿美元，却一无所获。[10]与许多其他政府间机构一样，新伙伴关系的决策速度缓慢，而且资源相对匮乏，执行框架往往很麻烦。关于非洲发展新伙伴关系秘书处日常活动的信息极为匮乏，该网站信息披露不及时，对其计划发展无济于事。
但是，该计划也从最初非常关键的人那里获得了一定的接受，并且总体上，随着计划的确立和计划的具体化，其地位也不再受到争议。尽管非洲发展新伙伴关系认可的基本宏观经济原则仍然存在争议，但促进非洲国家之间更大区域一体化和贸易的目标仍受到许多人的欢迎。